# Anton Švajlen
Anton Švajlen (Szolcsány, 1937. december 3. –) olimpiai ezüstérmes csehszlovák válogatott szlovák labdarúgó, kapus.

## Pályafutása

### Klubcsapatban
1959 és 1975 között a VSS Košice labdarúgója volt. Egyszeres bajnoki ezüstérmes és kétszeres csehszlovák kupadöntős volt a csapattal.

### A válogatottban
1960 és 1966 között három alkalommal szerepelt a csehszlovák-B válogatottban és egy gólt szerzett. 1964 és 1968 között öt alkalommal védett a csehszlovák olimpiai válogatottban. Tagja volt az 1964-es tokiói olimpiai játékokon ezüstérmes csapatnak.

## Családja
Fia Ľubomír Švajlen (1964) csehszlovák és szlovák válogatott kézilabdakapus. Unokája Michal Svajlen (1989) svájci válogatott kézilabdázó.

## Sikerei, díjai
Csehszlovákia
- Olimpiai játékok
  - ezüstérmes: 1964, Tokió

 VSS Košice
- Csehszlovák bajnokság
  - 2.: 1970–71
- Csehszlovák kupa
  - döntős: 1964, 1973
- Szlovák kupa
  - győztes: 1973